# Джепкосгеи, Джойсилин
Джойсилин Джепкосгеи (англ. Joyciline Jepkosgei, родилась 8 декабря 1993 года) — кенийская легкоатлетка, специализирующаяся на длинных дистанциях от 10 тысяч метров до полумарафона. Бронзовый призёр чемпионата Африки 2016 года в беге на 10 тысяч метров.

## Карьера
Джепкосгеи дебютировала в 2015 году на полумарафоне Найроби, финишировав 5-й с результатом 74:06. Через год на полумарафоне Первой Леди в Найроби она заняла 2-е место с результатом 69:09 (победила Валентайн Кипкетер, а затем улучшила свой результат на 2 секунды, победив на полумарафоне в Карловых Варах и попав в число лучших 35 бегунов года.
Как военнослужащая армии Кении, Джепкосгеи дважды участвовала в чемпионате среди солдат вооружённых сил, заняв 2-е место в 2016 году на дистанциях в 5000 и 10000 м. 3-е место на дистанции 10000 м на чемпионате Кении позволило ей дебютировать в международных соревнования IAAF, а именно на чемпионате Африки, где она завоевала бронзовую медаль в дисциплине 10000 м с результатом 31:28.28. В конце года Джепкосгеи заняла 2-е место на Пражском Гран-при и победила в марафоне Марсель-Касси.
В начале 2017 года Джойсилин выступила на своём первом полумарафоне RAK, улучшив свой персональный рекорд почти на 3 минуты (66:08) и придя 3-й (её результат стал 7-м в списке лучших результатов за всю историю выступлений). Победитель, Перес Джепчирчир, побила мировой рекорд, а для пришедшей второй Мэри Кейтани и пришедшей третьей Джойсилин Джепкосгеи их личные рекорды также стали лучшими среди занимавших когда-либо 2-е и 3-е места (впрочем, у Джепчирчир и Кейтани уже были титулы чемпионок мира в полумарафоне). Спустя полтора месяца Джепкосгеи приняла участие в Пражском полумарафоне и побила сразу 4 мировых рекорда на дистанциях от 10000 м до полумарафона.

## Достижения
- Бронзовый призёр чемпионата Африки: 2016
- Победительница марафона Марсель-Касси Classique Internationale: 2016
- Победительница Карловарского полумарафона: 2016
- Победительница Пражского полумарафона: 2017
- Победительница Полумарафона Гифу: 2017
- Бронзовый призёр Лондонского марафона: 2024